# Milagro de la Casa de Brandeburgo
El Milagro de la Casa de Brandeburgo fue el nombre que se dio a la muerte de la emperatriz Isabel de Rusia a la edad de 52 años, en enero de 1762, debido a que este evento cambió totalmente el desarrollo de la Guerra de los Siete Años y evitó la destrucción del Reino de Prusia, regido por la Casa de Brandeburgo.

## En 1761

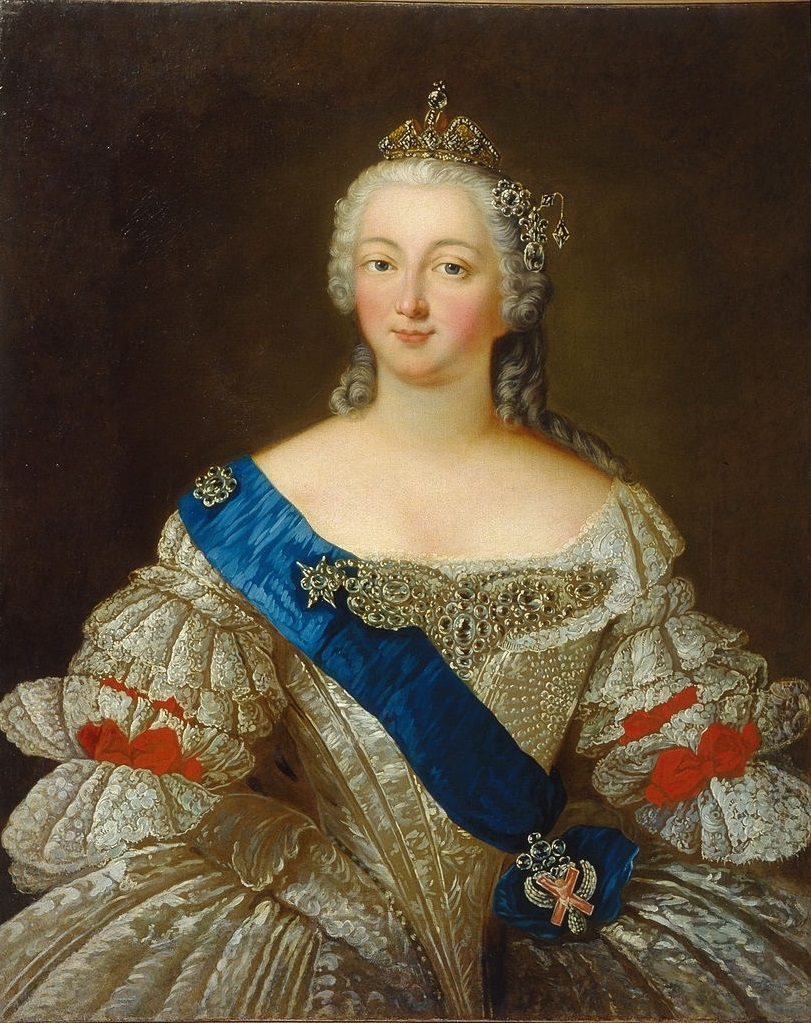
El fallecimiento de la Emperatriz Isabel de Rusia fue milagroso para Prusia

Después de seis años de feroz lucha en la Guerra de los Siete Años, a fines de 1761 el ejército prusiano estaba muy debilitado, con su economía casi arruinada, y amenazado por los ejércitos de Austria y Rusia, muy superiores en número. Aunque Federico II el Grande había poseído el ejército más poderoso y efectivo de Europa, apenas contaba con 60.000 soldados disponibles para seguir luchando en dos frentes contra dos enemigos muy poderosos, sin contar con la amenaza militar de Francia en su flanco occidental; a fines de 1761 Federico el Grande consideraba perdido a su reino y el propio monarca estaba al borde del suicidio.
Inclusive Gran Bretaña, la principal aliada de Prusia, evaluaba suprimir toda ayuda financiera a Federico el Grande si éste no aceptaba negociar una paz con Austria y Rusia, ante las severas derrotas militares prusianas, pues Gran Bretaña ya estaba enfrentándose a Francia y España en ultramar, siendo que sus recursos menguaban para seguir socorriendo a una Prusia al borde del desastre. Esa situación de negociaciones de paz era algo que el rey prusiano ansiaba evitar por temor a que sus enemigos impongan condiciones que en la práctica aniquilaran el reino de Prusia, aprovechando su extrema debilidad. 
No obstante, el 5 de enero de 1762, murió la emperatriz Isabel I de Rusia, evento explicable por su larga enfermedad y la edad de la soberana, pero no dejaba de ser un suceso inesperado en medio de la Guerra de los Siete Años; de inmediato el muy joven sobrino y sucesor de la zarina llegó al trono ruso como Pedro III de Rusia. El nuevo zar Pedro era un gran admirador de Federico el Grande así como de la disciplina del ejército prusiano y su eficaz administración; días después de asumir el trono, y aprovechando la suspensión de actividades bélicas por el invierno, Pedro III de Rusia ordenó a sus tropas cesar la lucha contra Prusia inmediatamente y devolver a Federico el Grande todo el territorio prusiano ocupado, sin exigir a cambio ventajas o indemnizaciones. 
En cuestión de días, Austria quedó como único gran enemigo del Reino de Prusia, pero sin el decisivo apoyo de varios miles de soldados rusos pronto la corte de Viena debió también pactar la paz con Federico el Grande. La inesperada paz con Rusia, y el hecho que el zar Pedro III no pusiera condiciones a ella, fortalecieron al reino prusiano y le permitió sobrevivir en última instancia, forzando a que primero Austria y luego Francia firmaran la paz definitiva con los prusianos.
La paz con Prusia no iba a salirle gratuita al nuevo zar, ya que, el descontento entre los regimientos que habían luchado en el oeste, habiendo visto que sus esfuerzos fueron en vano y, los planes de Pedro III para una campaña contra Dinamarca-Noruega, una que era totalmente ajena a los intereses del Imperio Ruso, propiciaron una revolución palaciega acaudillada por su propia esposa: Catalina II de Rusia, apoyada por la Guardia Imperial, que significo la caída y muerte del zar.

## En 1945
El episodio de la Guerra de los Siete Años fue usado por la propaganda nazi en abril de 1945, casi al final de la Segunda Guerra Mundial, cuando Berlín estaba a punto de ser cercada por las tropas soviéticas. Recordando el "milagro" ocurrido a Federico el Grande dos siglos antes, Adolf Hitler esperaba que el Tercer Reich se salvase por algún inesperado accidente como la muerte del presidente de EE. UU. Franklin D. Roosevelt, y los consiguientes desacuerdos entre el premier británico Winston Churchill y el líder soviético Iósif Stalin.
El ministro nazi de propaganda Joseph Goebbels alentaba a Hitler para mantener esta esperanza en un "accidente inesperado" que salvaría al Tercer Reich. El 12 de abril de 1945 murió el presidente estadounidense Franklin D. Roosevelt, y al saber del hecho la prensa nazi interpretó este evento como una "señal" de la salvación final del Tercer Reich, afirmando que los EE. UU. se retirarían inmediatamente de la guerra y que Gran Bretaña y la URSS se enfrentarían entre sí, cesando ambos las hostilidades contra Alemania, tesis que Goebbels se dedicó a difundir apasionadamente entre las tropas alemanas que aún sobrevivían. Líderes nazis como Heinrich Himmler y Martin Bormann también se aferraron a este nuevo "milagro" esperando que el escenario bélico de transformaría de un momento a otro.
La esperanza nazi no tuvo sustento alguno. El nuevo presidente estadounidense, Harry S. Truman, declaró al día siguiente de la muerte de Roosevelt que los EE. UU. continuarían la guerra contra el Tercer Reich hasta que éste capitulara sin condiciones.